# Куликівка (річка)
Куликівка (рос. Куликовка) — річка в Україні, у Овруцькому районі Житомирської області. Ліва притока Червонки, (басейн Дніпра).

## Історія
У XIX столітті на південній стороні від села Червонка знаходилося урочище Кулииківська Діброва, по назві співзвучне з річкою Куликівкою.

## Опис
Довжина річки приблизно 1,66 км, найкоротша відстань між витоком і гирлом — 1,15  км, коефіцієнт звивистості річки — 1,44 .

## Розташування
Бере початок на південно-західній стороні від села Городець. Тече переважно на північний захід і на південно-східній стороні від села Червонка впадає у річку Червонку, праву притоку Свидівки.